# Bhutajana nepalensis
Bhutajana nepalensis là một loài bọ cánh cứng trong họ Chrysomelidae. Loài này được Scherer miêu tả khoa học năm 1989.